# 千里山遊園
千里山遊園（せんりやまゆうえん）は、大阪府吹田市にかつて存在した遊園地である。 現在、跡地は関西大学と関西大学第一中学校・高等学校となっている。

## 概要

### 歴史
1921年（大正8年）9月に北大阪電気鉄道（現・阪急千里線）が約6万平方メートルの桃山を拓いて、花壇、園路、展望台、食堂、余興場などを建設し、四季折々の花を楽しめる千里山花壇として開園したのが始まりである（開園は1920年とする説もある）。1923年（大正10年）に京阪電気鉄道系の会社である新京阪鉄道が北大阪電気鉄道線と共に千里山花壇を所有し、池の周囲には桜を植え、高さ十メートルもの人口の滝や多くの施設を整えた。特に、新設された飛行塔は大阪市内が一望できるもので人気を博した。
枚方の香里遊園地（後のひらかた遊園、現・ひらかたパーク）菊人形館が拡張して遊園地化する前は、大阪市近辺で唯一の遊園地で、当初は宝塚新温泉のような劇場と温泉を造る意向もあったようだが、千里山が都市計画のうえで住宅地に指定されたため、公園式に整備した経緯がある。1930年（昭和5年）9月には京阪電気鉄道が新京阪鉄道を合併したことで、千里山遊園も香里遊園地（現・ひらかたパーク）と同じ京阪電気鉄道の保有となる。1943年10月に京阪は戦時下における陸上交通事業調整法の趣旨に基づき、阪神急行電鉄と合併して発足した京阪神急行電鉄の一部となり、この頃に千里山遊園も「千里山厚生園」に改名した。戦局悪化により1945年に閉鎖され、大阪陸軍軍需品支廠とされた。1946年に営業再開
。

### 菊人形
千里山花壇でも、京阪電気鉄道の保有となる以前から菊人形として数千種類ともいう菊花を陳列し、昭和初期には枚方の菊人形と並ぶ秋の名物行事となっていた。一時期は年間40万人もの入場者を記録している。1944年（昭和19年）に枚方の香里遊園地（現・ひらかたパーク）は軍の資材や食糧増産を目的とした農地に転用されたため、終戦後、枚方の用地が使えない状態の中、1946年（昭和21年）から1948年（昭和23年）までは、同一会社（京阪神急行電鉄）保有の施設であった千里山遊園で菊人形展を開催した。

### 衰退
戦後は枚方での菊人形が再開したことにより、千里山遊園は衰退し、1950年5月31日で営業を終えた。その直後、跡地に宗教法人が女子校を開く構想が持ち上がって最寄りの千里山遊園駅も女子学院前駅となったが、これはすぐに花壇町駅に再度改称され（同駅はその後隣接の大学前駅とともに1964年に廃止。代替として廃止翌日より関大前駅を開業）、土地も学校法人関西大学が買い受け、関西大学第一中学校・高等学校を当時の大阪市北区天神橋筋六丁目（現・天神橋六丁目）から移転させた。

## 施設
サークリングウェーブ、野外音楽堂、飛行塔、展望台、滑り台、動物園（猿舎、孔雀舎）、運動場、菊人形館